# Hoštice (okres Strakonice)
Obec Hoštice (německy Hostitz) se nachází v okrese Strakonice, kraj Jihočeský, zhruba 3,5 kilometru severovýchodně od Volyně a 7,5 km jižně od Strakonic. Leží pod vrchem Kalný v nadmořské výšce 480 až 540 metrů. Žije zde 145 obyvatel.
V Hošticích se natáčela filmová trilogie Slunce, seno… (filmy Slunce, seno, jahody, Slunce, seno a pár facek a Slunce, seno, erotika). Každý rok koncem srpna se zde koná vzpomínkový country festival Stodola Michala Tučného.

## Historie
První písemná zmínka o obci je z roku 1274, kdy je uváděn majitel Držislav, syn Viléma z Hoštic. V roce 1315 získaly Hoštice od královny Elišky Přemyslovny privilegia tzv. králováckých obcí. V té době spadaly do tzv. Volyňského újezdu. Později patřily k panství Hluboká a ke Kašperku. V 16. století je dostal dědičně do držení Vilém z Rožmberka, ale v roce 1593 byly prodány Arnoštu Vitanovskému z Vlčkovic a rod z Vlčkovic je vlastnil až do konce 17. století. Poté je koupil Vladislav Chlumčanský z Přestavlk. Od roku 1799 byl majitelem Jáchym Zádubský ze Šontálu a od roku 1822 šlechtický rod Schubertů von Schutterstein. Poslední majitel zámku Adolf Haid von Haidenburg zemřel v roce 1940.

## Obecní správa a politika
Správu nad obcí vykonává obecní zastupitelstvo v čele se starostou. Je voleno v komunálních volbách na čtyři roky a má 7 členů. 
V roce 2022 byli zvolení tito členové zastupitelstva : Ing. Miroslav Tománek (BEZPP),  Janoušek Jan (BEZPP), Fürbach Jiří (BEZPP), Pěnča Milan (BEZPP), Janda Jiří (BEZPP), Moravec Ivan (BEZPP), Hais Jan (BEZPP).
Volební účast byla 55,37 % v jednom volebním okrsku. Ze zvolených zastupitelů bylo všech 7 bez stranické příslušnosti. 
Starostou se stal Ing. Miroslav Tománek. 

### Správní území
Obec leží v Jihočeském kraji s 623 obcemi, okrese Strakonice s 112 obcemi, má status obce s rozšířenou působností a obce s pověřeným obecním úřadem je součástí správního obvodu Strakonice s 69 obcemi. Skládá se s 1 katastrálního území a 1 části obce. Sousedními obcemi sídla jsou Radošovice, Němětice, Strunkovice nad Volyňkou, Přechovice a Milejovice.
V letech 1961–1990 k obci patřily Milejovice a Přechovice.

## Pamětihodnosti
- Kostel Narození Panny Marie – je kostel z roku 1593, zdivo má renesanční. V 18. století byl celkově upraven. Vybavení je pseudorenesanční a barokní (z roku 1742). Zajímavostí je, že jeho osa nesměřuje k východu jako u jiných kostelů. Na hřbitově u kostela jsou uloženi někteří členové šlechtických rodin Schuttersteinů a Haidenburgů, posledních majitelů zámku. U hřbitovní zdi na jihozápadní straně má hrob Michal Tučný, legenda české country.
- Židovský hřbitov – nachází se na něm třicet náhrobků s hebrejskými nápisy, někdy už téměř nečitelnými. Leží asi 750 m na severozápad od Hoštic na cestě do Strunkovic
- Zámek Hoštice – jednopatrový, uprostřed raně barokní portál. Nejspíš byl postaven v 17. století na místě renesančního obydlí Vitanovských z Vlčkovic. Za Chlumčanských z Přestavlk byl roku 1777 přestavěn, dále byl upravován v letech 1870–1880.[7][8]
- Hasičské muzeum – otevřeno roku 2003. K vidění je historie a současnost hasičského sboru, galerie Zdeňka Trošky, Michala Tučného, Tomáše Linky, řezbáře Ivana Moravce a Josefa Pěnči, nejúspěšnějšího člena sboru hasičů. Místní sbor dobrovolných hasičů byl založen v roce 1891.

## Doprava
Železniční spojení je zajištěno tratí Strakonice–Volary. Železniční zastávka se nazývá Hoštice u Volyně a nachází se západně od obce, v údolí ve vzdálenosti 1,5 kilometru a také zde prochází silnice první třídy I/4.

## Pověsti
- Hloupí chytráci - Podle pověsti koupil pražský arcibiskup Václav Chlumčanský zvon, který hodlal věnovat místnímu kostelu. Když ale vyzval občany, aby si pro něj přijeli do Prahy, otázali se, kolik dostanou od cesty. To biskupa rozčílilo natolik, že zvon raději věnoval Dobrši.[9]
- Není rouhání jako rouhání - Podle pověsti se vracel jeden nachmelený kmotr domů. Jeho cesta vedla kolem hoštického židovského hřbitova. Když se tak klátil kolem starých kamenů, utrousil uštěpačně: „Dušiky křesťanské, odpoívejte v pokoji a vy, židové, zase v prdeli!“ Nato se otevřela kovaná hřbitovní branka a ven se vyvalilo množství ohnivých sudů a míří rovnou na rouhače. Ten vzal nohy na ramena a snažil se před těmi přízraky utéct. Sudy se za ním valily až k první hoštické chalupě. Pak se ztratily ve tmě. A chalupník? Ten strachy úplně vystřízlivěl.[10]

## Osobnosti
- V roce 1749 se zde narodil Václav Leopold Chlumčanský, pozdější pražský arcibiskup.
- Dalším slavným rodákem je Zdeněk Troška, autor filmové trilogie Slunce, seno…
- Zde také prožil poslední roky svého života a na hřbitově u kostela odpočívá legenda české country Michal Tučný. Na jeho hrobě je umístěn kamenný klobouk z roku 1998 od akademického sochaře Michala Gabriela.

## Galerie

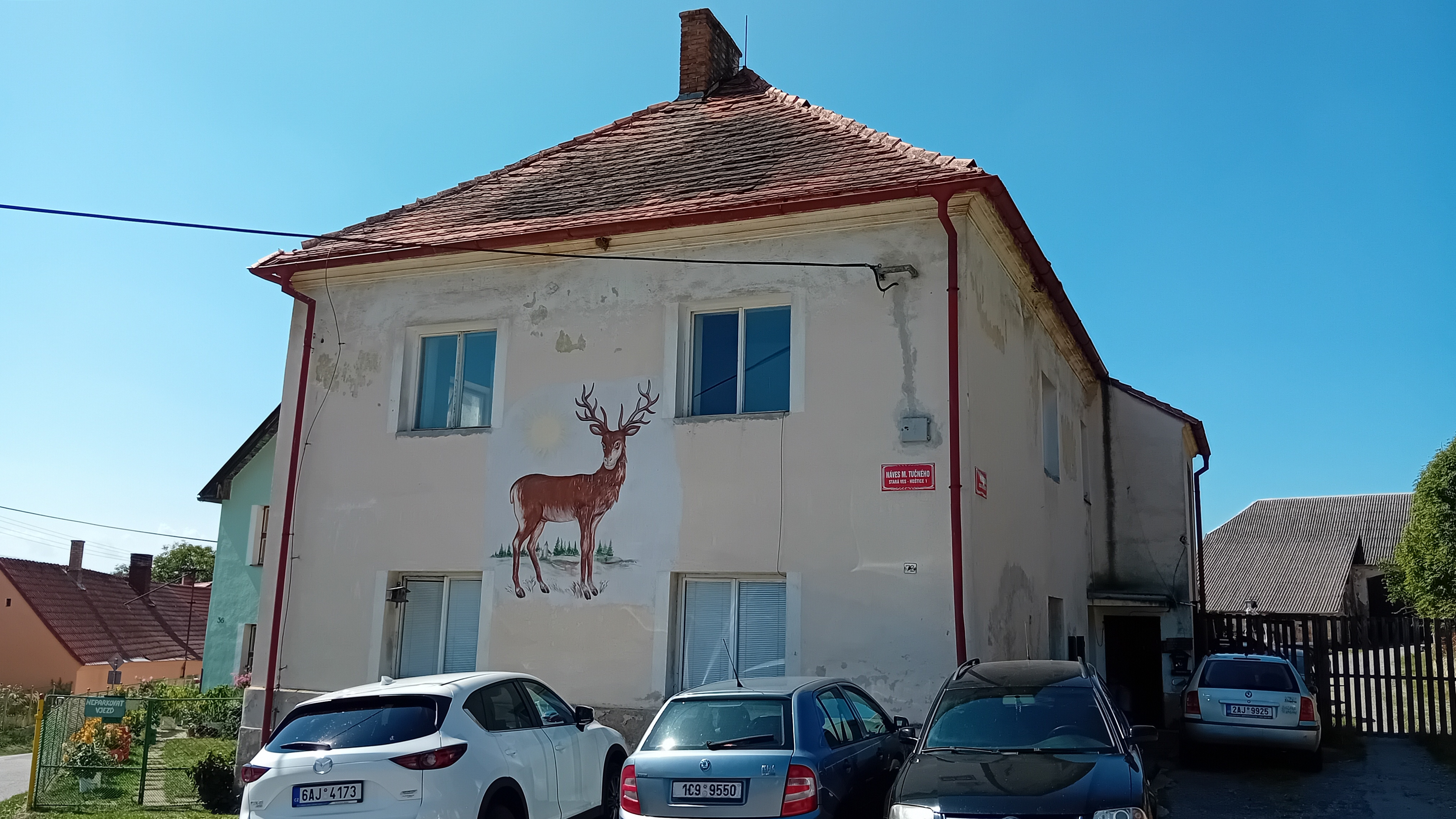
Dům s jelenem na návsi
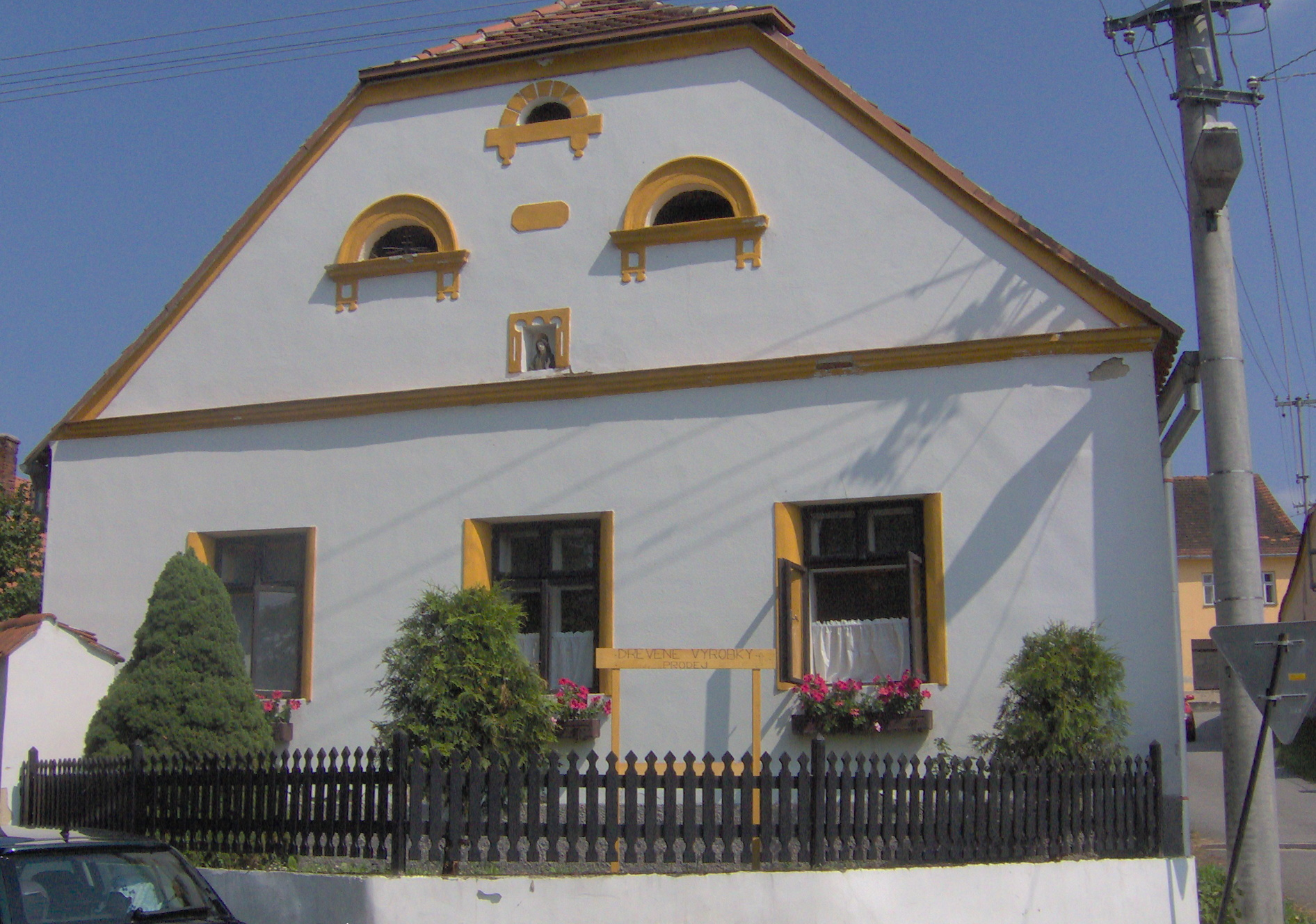
Dům na návsi
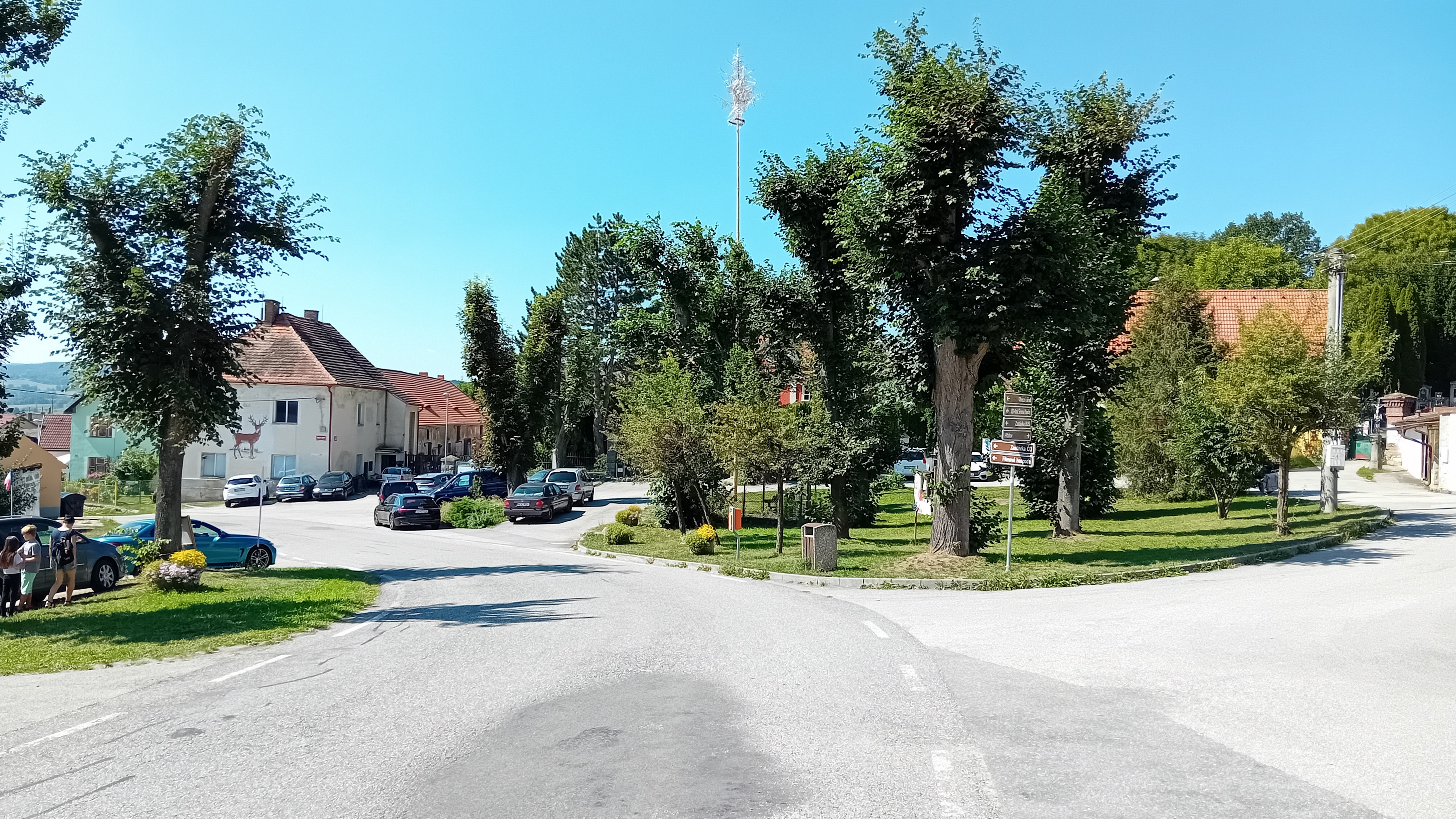
Náves
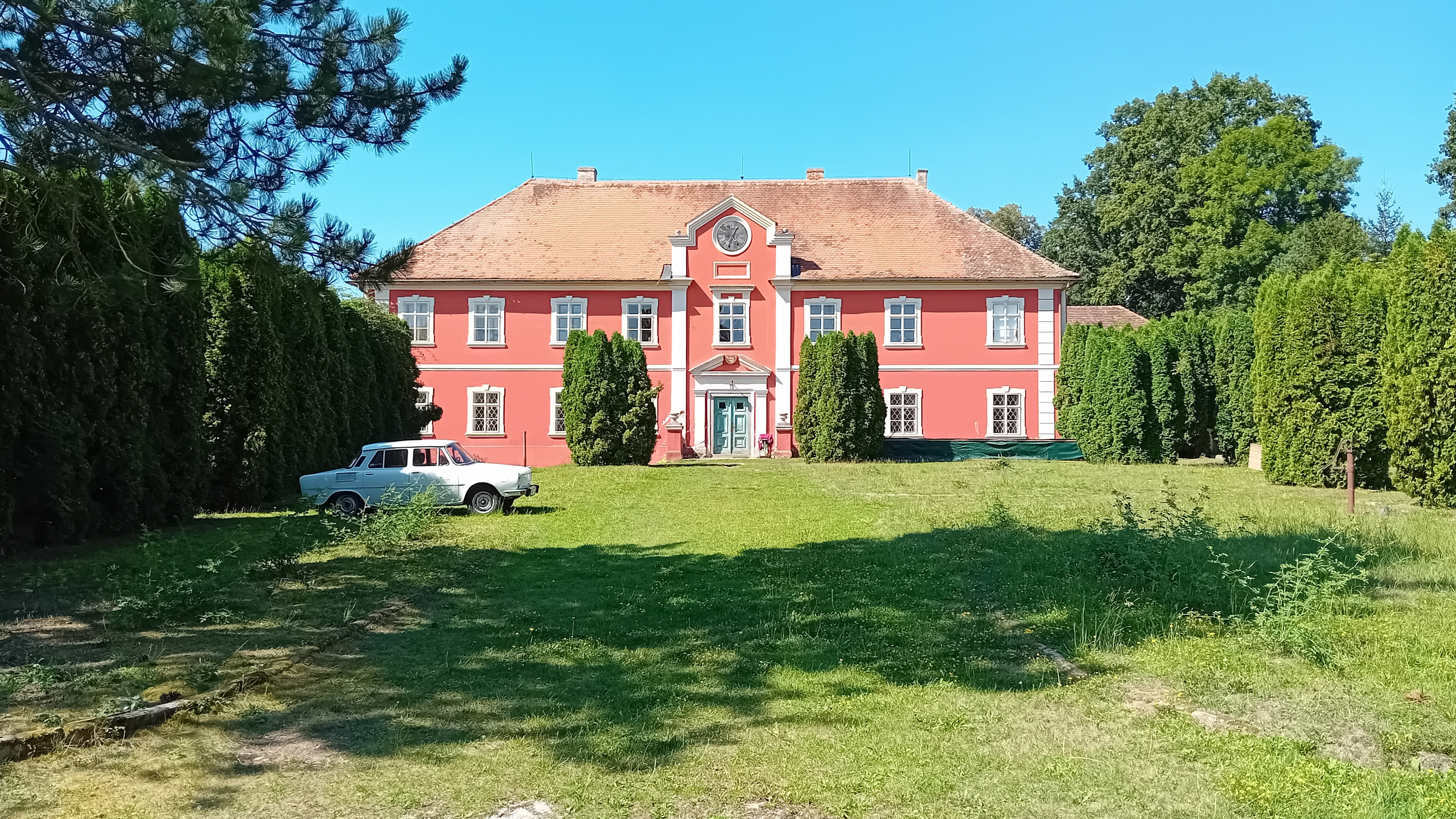
Zámek
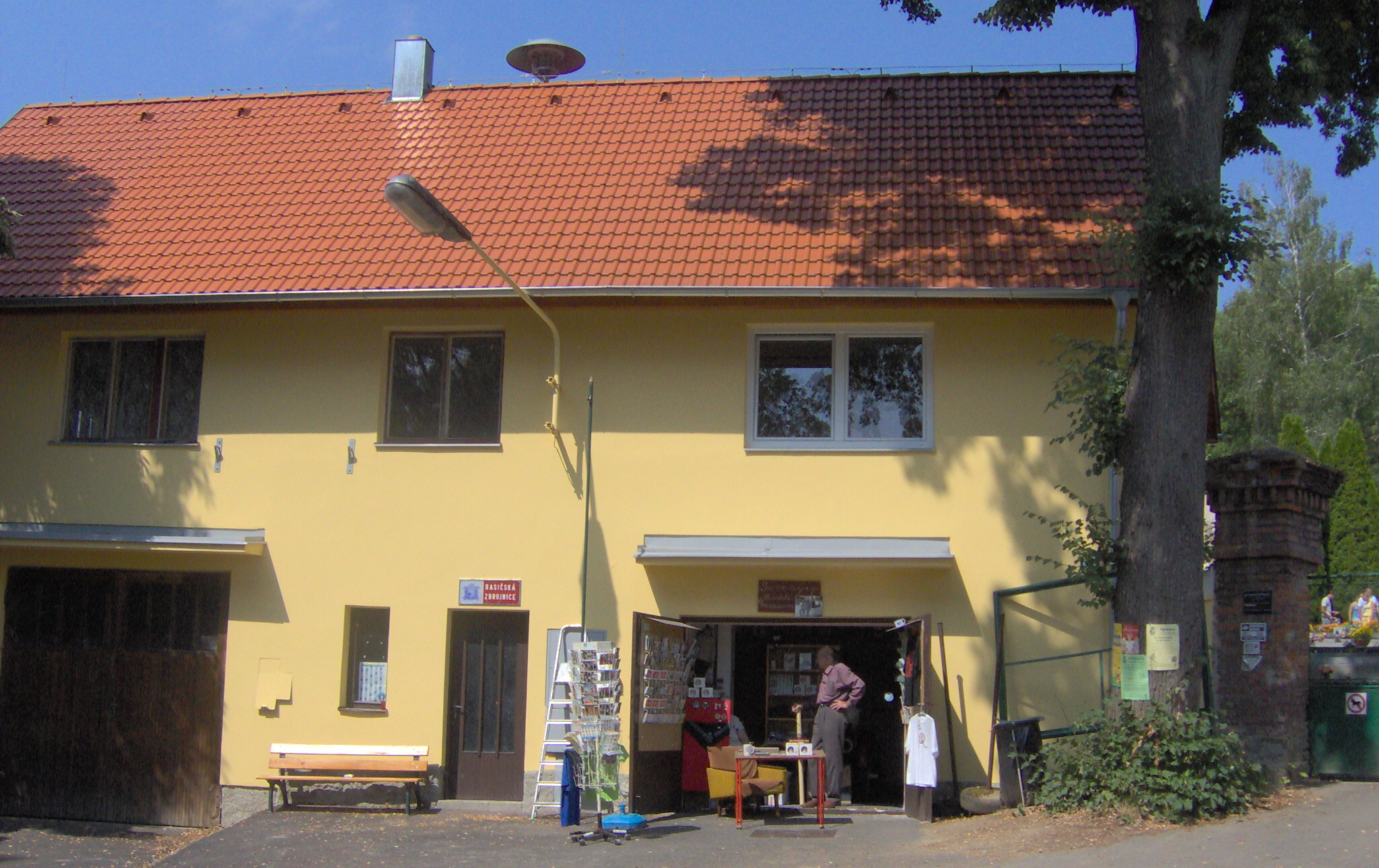
Hasičská zbrojnice
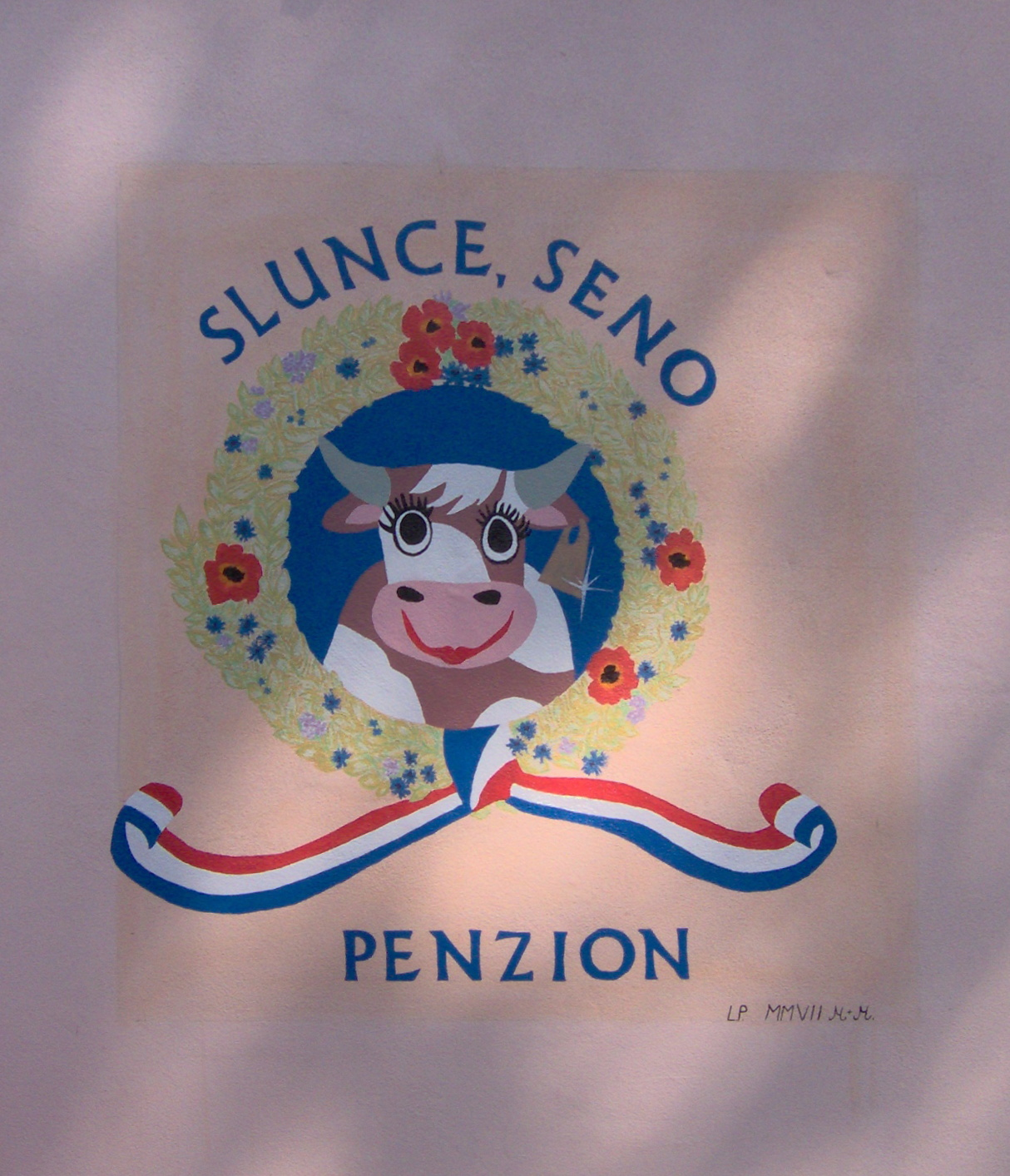
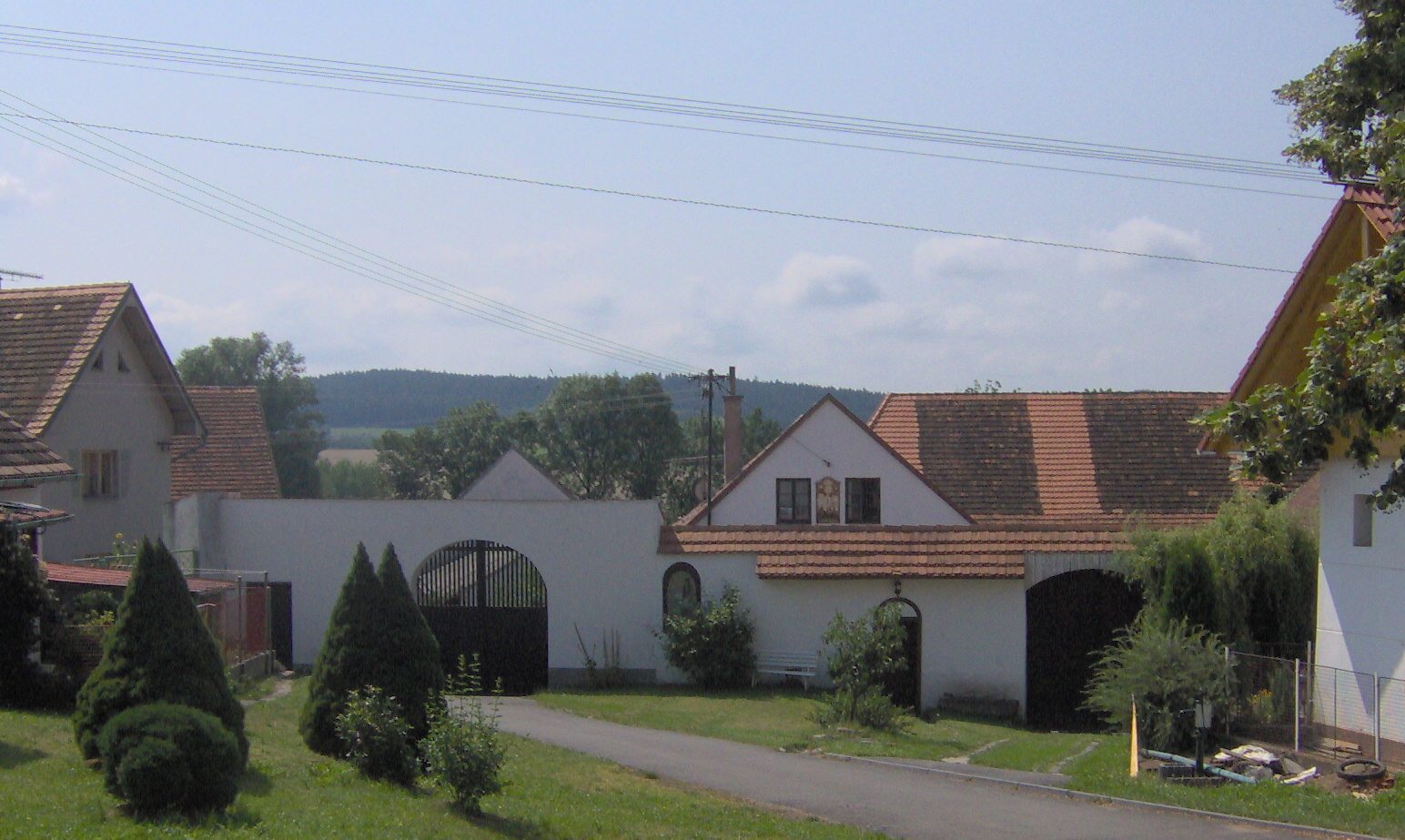
Dům na návsi
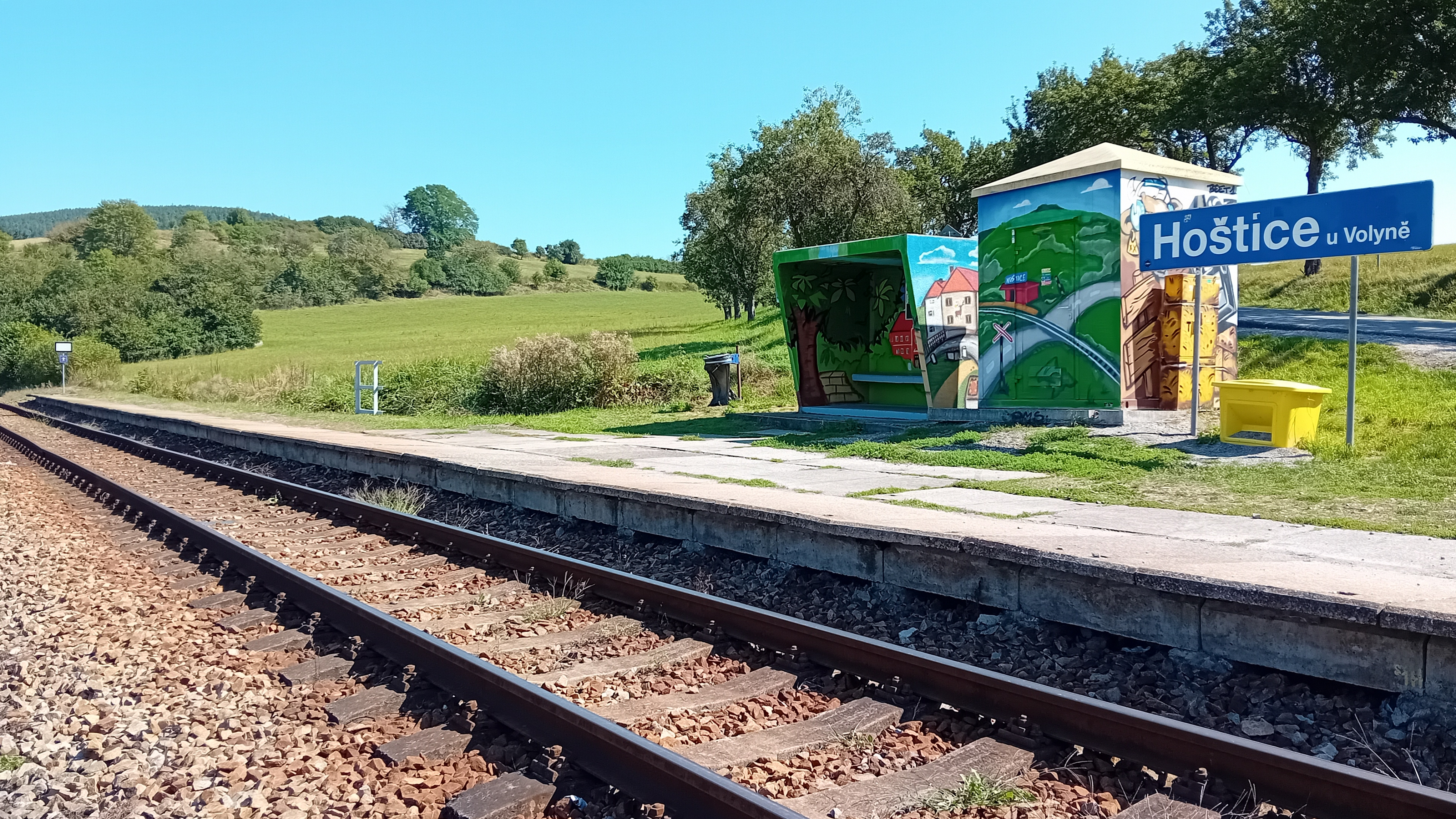
železniční zastávka
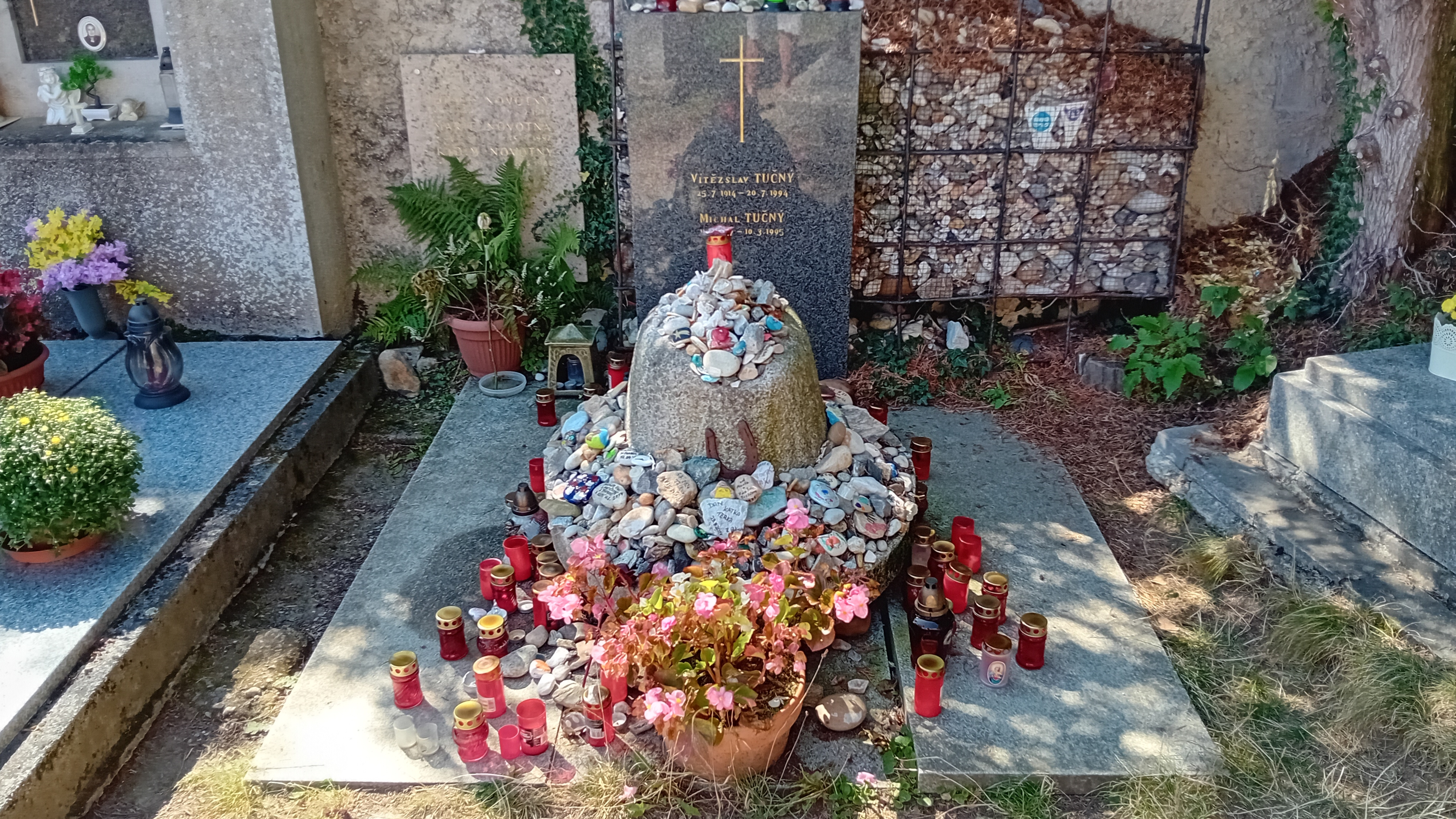
Hrob Michala Tučného
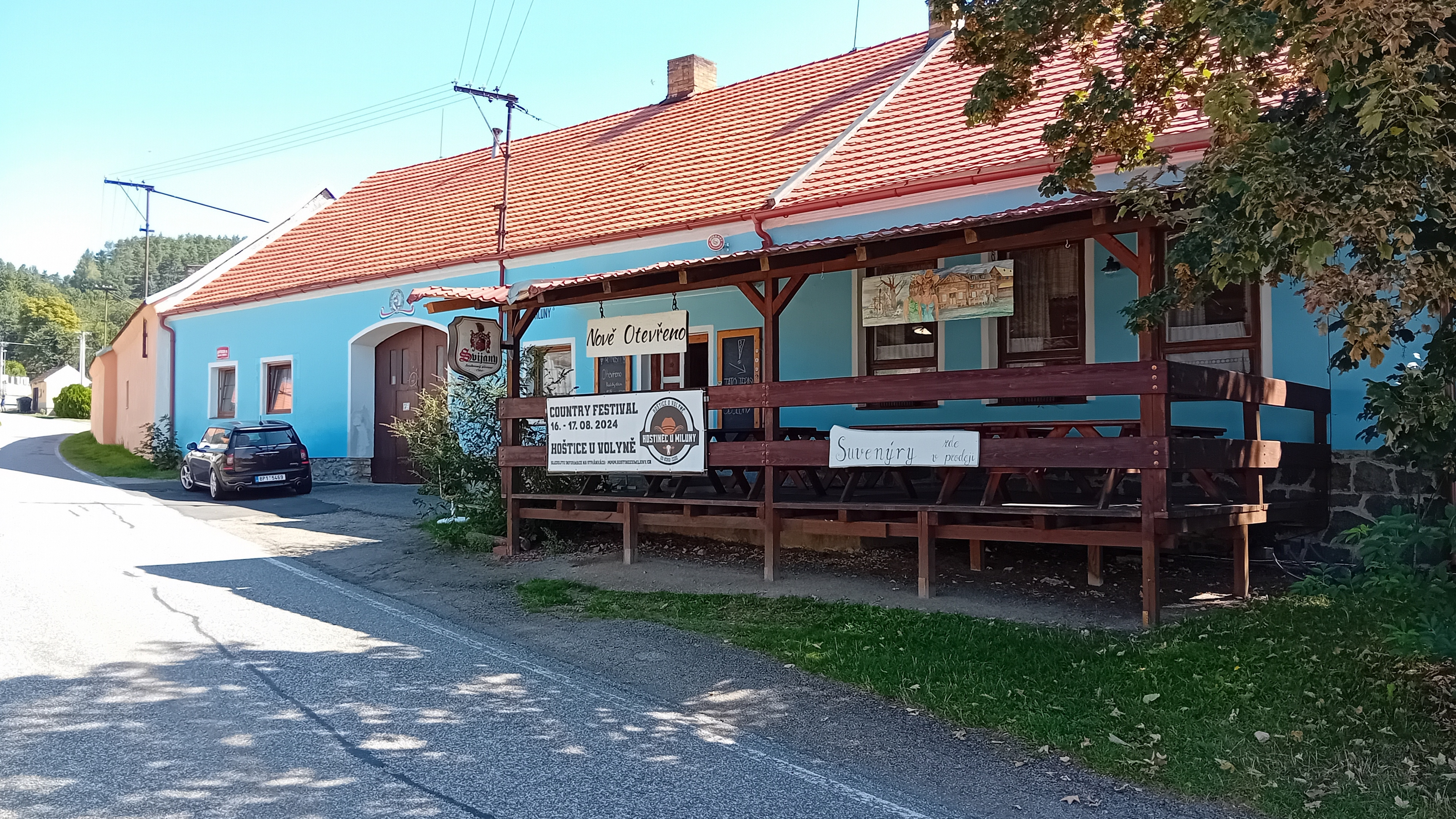
Hospoda
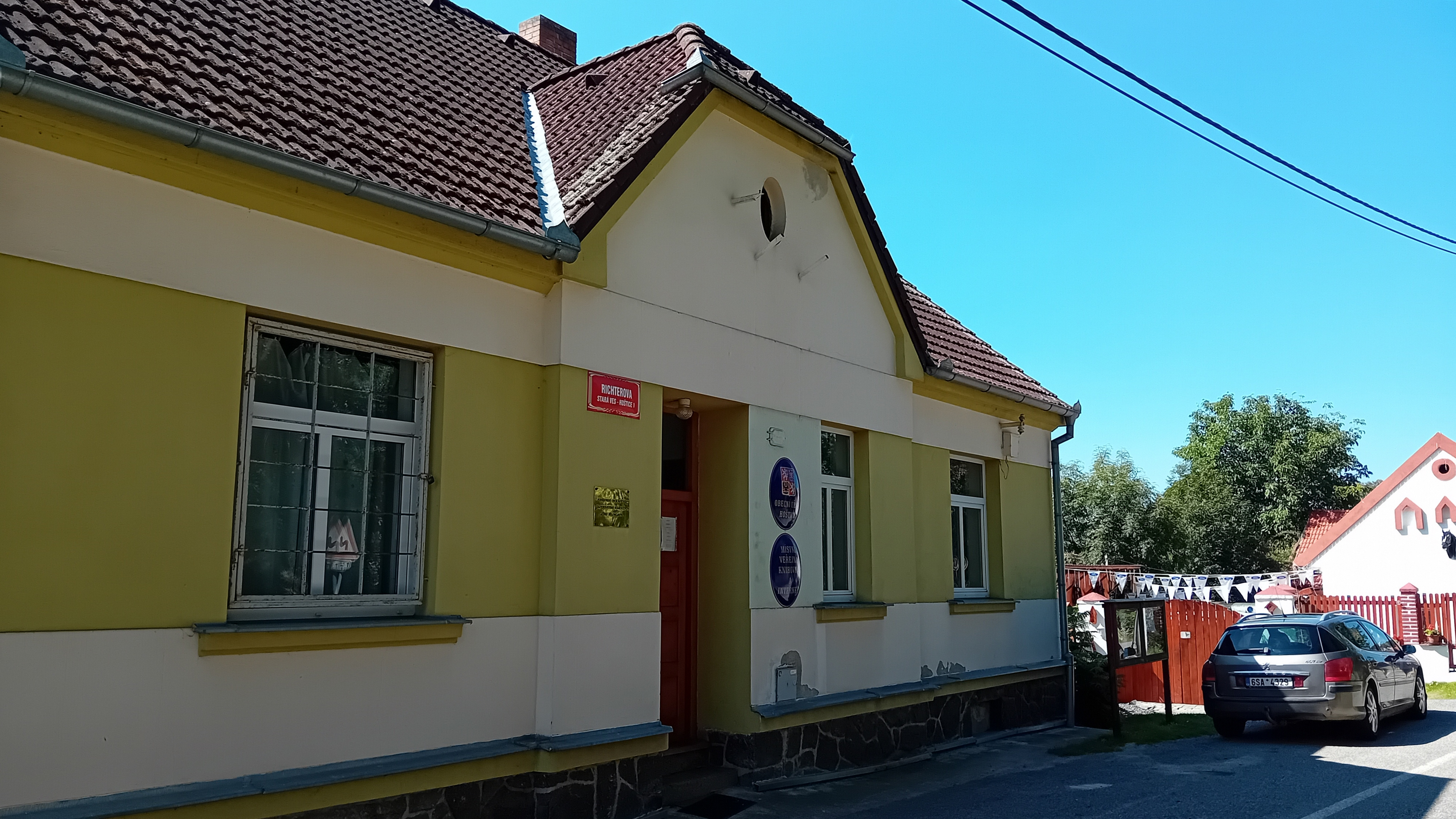
obecní úřad
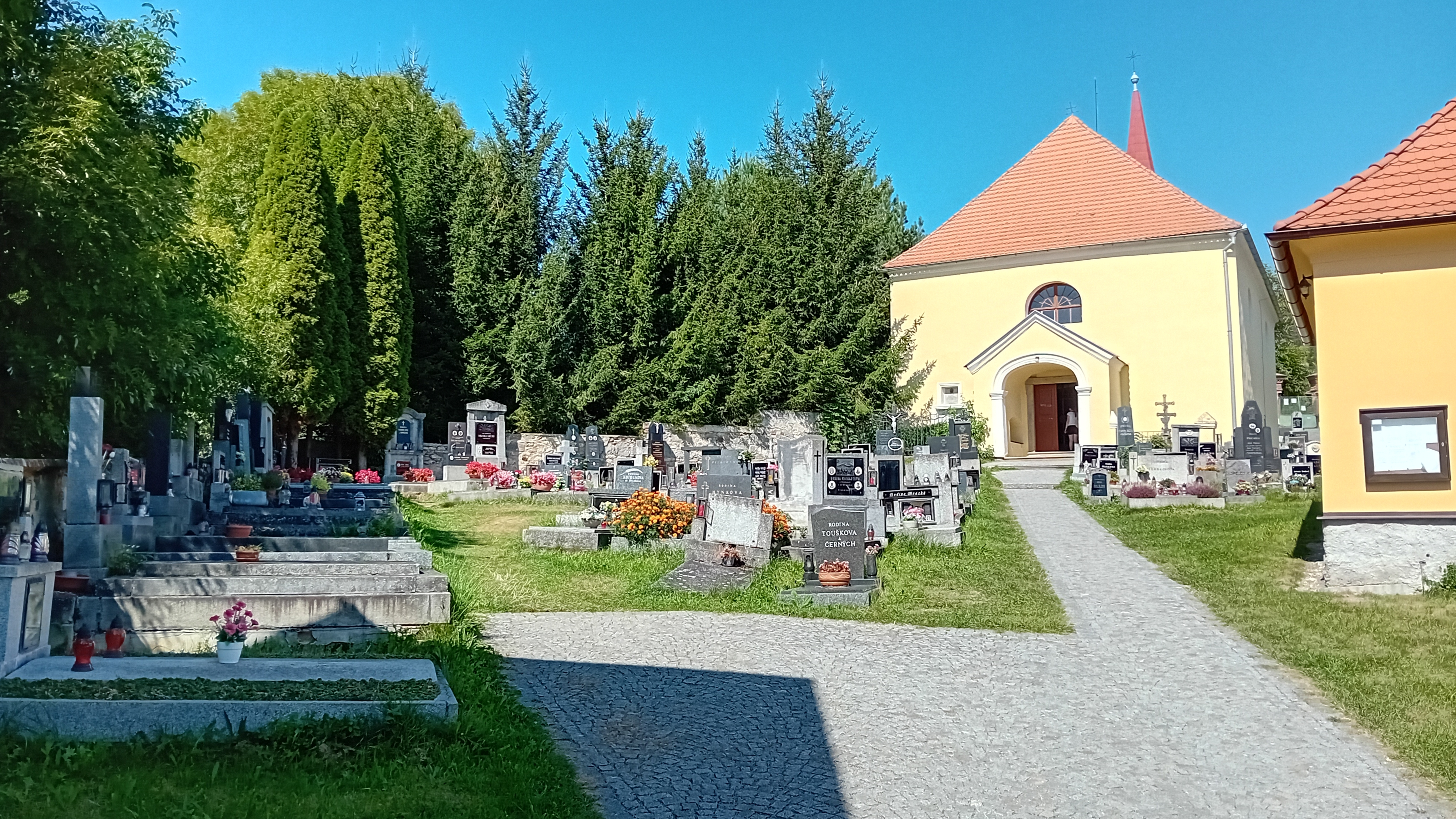
Hřbitov
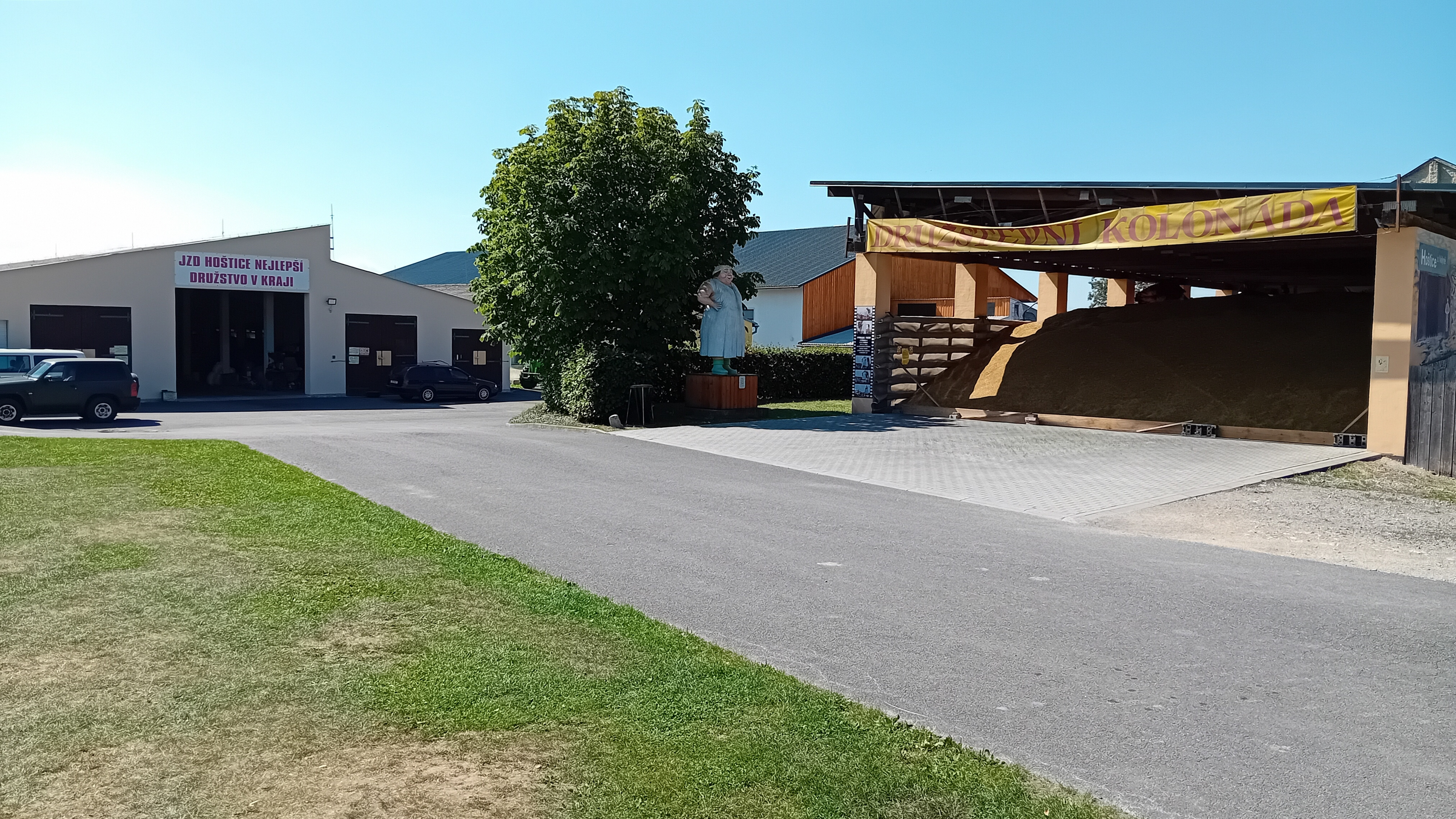
Ranč Šimona Pláničky